# Last Fair Deal Gone Down
Last Fair Deal Gone Down (2001), Katatonias femte album, spelades in mellan april och november 2000 i Sunlight Studio.

## Låtförteckning
1. Dispossession
2. Chrome
3. We Must Bury You
4. Teargas
5. I Transpire
6. Tonight's Music
7. Clean Today
8. The Future of Speech
9. Passing Bird
10. Sweet Nurse
11. Don't Tell A Soul